# Pseudembia simplex
Pseudembia simplex is een insectensoort uit de familie Embiidae, die tot de orde webspinners (Embioptera) behoort. De soort komt voor in India.
Pseudembia simplex is voor het eerst wetenschappelijk beschreven door Ross in 1950.